# Кала Міллор
Кала Міллор (ісп. Cala Millor; «Найкраща бухта») — туристичне місце на Балеарському острові Майорка, Іспанія. Воно розташовано на східному узбережжі острова в регіоні Llevant (Comarca) на Badia de Son Servera в зоні відпочинку, названій на його честь (Destino de Cala Millor). Кала Міллор знаходиться в 64 кілометрах від Пальми і в 17 кілометрах від Манакора. Це найбільше туристичне місце на східному узбережжі острова Майорка.